# 科克縣 (德克薩斯州)
科克縣位美國德克薩斯州中西部的一個縣。面積2,403平方公里。根据美國2000年人口普查，共有人口3,864人。縣治羅伯特·李（Robert Lee）。
成立於1889年3月13日，縣政府成立於4月23日。縣名紀念州長、聯邦參議員理查德·科克。